# Bedbugs and Ballyhoo
Bedbugs and Ballyhoo—пісня британського пост-панк-гурту, Echo & the Bunnymen, була випущена в 1987, році, вона входить в студійний альбом Echo & the Bunnymen 1987, року. Пісня була написана ще в 1985, році і виконувалась на концертах в 1985, році.